# アンデルス・ベルグクランツ
アンデルス・ベルグクランツ（Anders Bergcrantz、1961年12月5日 - 、スウェーデン・マルメ生まれ）は、スウェーデンのジャズ・トランペッターおよび作曲家。
ベルグクランツはリーダーとしていくつかのアルバムを録音し、サイドマンとしてさらに多くのアルバムを録音してきた。彼はスウェーデンのジャズ雑誌『Orkesterjournalen』からGyllene Skivan（ゴールド・ディスク）を2度受賞している。1995年にはアルバム『イン・ディス・トゥゲザー』で受賞し、2007年にはアルバム『アバウト・タイム』で再び受賞した。トランペット奏者としての彼の影響には、フレディ・ハバード、リー・モーガン、ウディ・ショウが含まれている。

## ディスコグラフィ

### リーダー・アルバム
- 『ライヴ・アット・スウィート・ベイジル』 - Live at Sweet Basil (1995年、Dragon)[2]
- 『イン・ディス・トゥゲザー』 - In This Together (1995年、Dragon)[2]
- C (1997年、Dragon)[2]
- Twenty-Four Hours (1997年、Dragon)[2]
- 『アバウト・タイム』 - About Time (2007年、Stunt)[4]
- Elevate (2020年、Vanguard Music Boulevard)